# Hancock County, Tennessee
Hancock County är ett administrativt område i delstaten Tennessee, USA, med 6 819 invånare. Den administrativa huvudorten (county seat) är Sneedville.

## Geografi
Enligt United States Census Bureau har countyt en total area på 579 km². 576 km² av den arean är land och 3 km² är vatten.

### Angränsande countyn
- Lee County, Virginia - nord
- Scott County, Virginia - nordost
- Hawkins County - öst
- Grainger County - sydväst
- Claiborne County - väst